# Gonzalo Arturo Bravo Álvarez
Gonzalo Arturo Bravo Álvarez (* 30. Dezember 1962 in Valparaíso) ist ein chilenischer Geistlicher und römisch-katholischer Bischof von San Felipe.

## Leben
Gonzalo Arturo Bravo Álvarez studierte zunächst an der Universidad Técnica Federico Santa María allgemeine Ingenieurwissenschaften und erwarb das Lizenziat sowie den Ingenieurstitel. Anschließend trat er in das Priesterseminar San Rafael in Valparaíso ein und studierte an der Päpstlichen Katholischen Universität von Valparaíso. Am 12. Oktober 1997 empfing er durch Erzbischof Francisco Javier Errázuriz Ossa das Sakrament der Priesterweihe für das Bistum Valparaíso.
Nach weiteren Studien an der Päpstlichen Universität Gregoriana in Rom erwarb er zunächst das Lizenziat in biblischer Theologie und wurde anschließend zum Dr. theol. promoviert. Neben verschiedenen Aufgaben in der Pfarrseelsorge war er Professor an der Päpstlichen Katholischen Universität von Valparaíso, deren Theologischer Fakultät er seit 2019 als Dekan vorstand. Außerdem war er Bischofsvikar für die wirtschaftlichen Angelegenheiten des Bistums Valparaíso.
Papst Franziskus ernannte ihn am 26. Mai 2020 zum Bischof von San Felipe. Der Apostolische Nuntius in Chile, Erzbischof Alberto Ortega Martín, spendete ihm am 15. August desselben Jahres die Bischofsweihe. Mitkonsekratoren waren der Erzbischof von Santiago de Chile, Celestino Aós Braco OFMCap, und der Apostolische Administrator von Valparaíso, Weihbischof Pedro Ossandón Buljevic.